# Алкиппа (жена Метиона)
Алкиппа — персонаж древнегреческой мифологии. Жена афинянина из царского рода Метиона. Древний автор Аполлодор Афинский утверждает, что Алкиппе и Метион были родителями Эвпалама, отца знаменитого строителя и изобретателя Дедала. Однако текст в энциклопедии Паули-Виссова неоднозначен и иногда подразумевает, что Алкиппа и Эвпалам являются родителями Дедала. Согласно версии Диодора Сицилийского, Дедал был сыном Метиона, сына Эвпалама, а Павсаний записал, что он был сыном Паламона.